# Minut

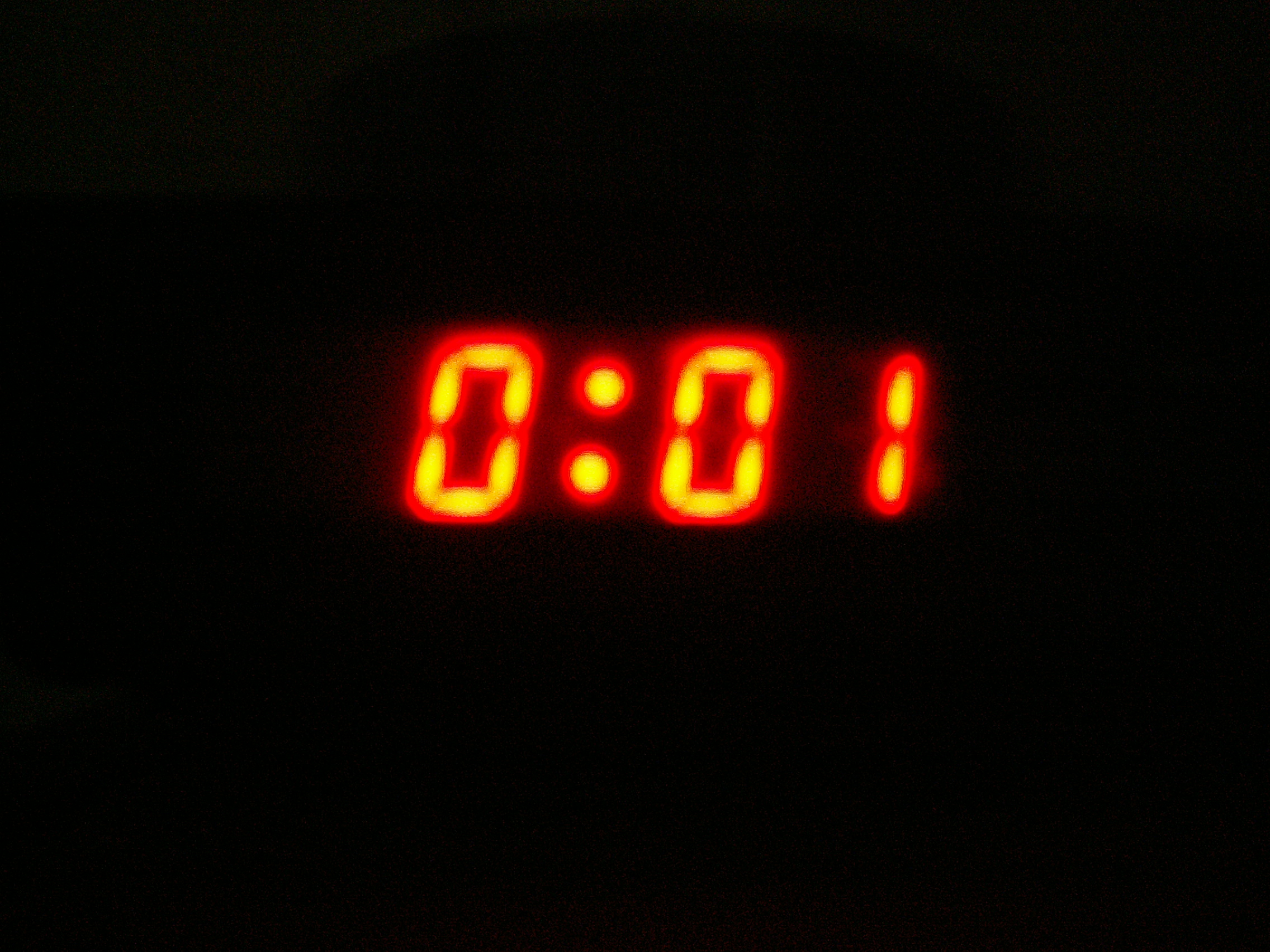
Minut

Un minut este o unitate de măsură a timpului sau al unui unghi.

## Timp
Minutul este o unitate de măsură a timpului egală cu a șaizecea parte dintr-o oră sau cu 60 de secunde. Minutul nu este o unitate a SI, fiind totuși acceptată prin folosirea unităților SI.
Simbolul pentru minut sau minute este min
Conform definiției UTC uneori ultimul minut al ultimei zile dintr-o lună poate avea 59 sau 61 secunde.
Faptul că o oră are 60 de minute poate fi datorat babilonienilor, care utilizau sistemul de numărare în baza 60 sau sexagesimal. 

## Geometrie
În geometrie, minutul este o măsură unghiulară, fiind a șaizecea parte dintr-un grad. Mai este cunoscut si ca minut de unghi sau minut de arc, putând fi divizat în 60 de secunde de arc. 
Simbolul minutului în geometrie este semnul prim(′). De exemplu, cincisprezece minute pot fi scrise 15′. Totuși, un apostrof sau un semn al citării(U+0027) poate fi utilizat.

## Astronomie
În astronomie, minutul este o unitate a unghiului egală cu a șaizecea parte dintr-o oră de arc sau cu 60 de secunde de arc.
Simbolul minutului este min.
Pământul se rotește în jurul axei polare cu câte 15 minute de arc în fiecare minut de timp sideral. La ecuator un minut de arc este egal cu aproximativ o milă marină.

## Origine
Expresia „minut” provine din expresia latină „(pars) minuta prima”, care înseamnă „primul minut”, adică prima parte din primul tip de diviziune al unei ore. Analog, secunda provine din expresia „second minute”, adică o parte dintr-al doilea tip de diviziune al orei.